# Mölln (Schleswig-Holstein)
Mölln település Németországban, Schleswig-Holstein tartományban. Lakosainak száma 19 566 fő (2023. december 31.).

## Népesség
A település népességének változása:
| Lakosok száma | 15 780 | 18 856 | 18 928 | 19 031 | 19 031 | 19 329 | 19 469 | 19 566 |
|               | 1975   | 2015   | 2017   | 2018   | 2019   | 2021   | 2022   | 2023   |